# Šmartno ob Paki
Šmartno ob Paki (em alemão:  St. Martin a. d. Pack) é um município da Eslovênia. A sede do município fica na localidade de mesmo nome.